# ワット・マハータートユワラートランサリット
ワット・マハータートユワラートランサリット＝ラーチャウォーラマハーウィハーンないし通称のワット・マハータートで知られる寺院はタイのバンコク・プラナコーン区にある仏教寺院である。

## 歴史
アユタヤ王朝時代に建てられ、ワット・サラック (วัดสลัก) と呼ばれた。その後、チャクリー王朝が成立し、バンコクに遷都されると、寺院は王宮と副王宮の間に入る形となり、スラシンハナート副王の知遇を得て改名し、1783年、寺院はワット・ニッパーナーラーム (วัดนิพพานาราม) と呼ばれるようになった。
その後ラーマ1世の命で1788年、結集が行われ、その際にワット・プラシーサンペット (วัดพระศรีสรรเพชญ์) と呼ばれたが、数年後にワット・マハータートと改称された。ラーマ5世（チュラーロンコーン）の頃まで王族の遺体を安置する場所になった。
なお正式名称のユワラートランサリットはラーマ5世の第20子で皇太子であったワチルンヒット親王を記念して付けられた名称である。
なお、この寺院は仏教大学であるマハーチュラーロンコーンラーチャウィッタヤーライ大学の本部が置かれている。